# 9974 Brody
9974 Brody è un asteroide della fascia principale. Scoperto nel 1993, presenta un'orbita caratterizzata da un semiasse maggiore pari a 2,3891066 UA e da un'eccentricità di 0,1793022, inclinata di 1,72151° rispetto all'eclittica.
L'asteroide è dedicato all'attore statunitense Adrien Brody.